# استرومبولی (فیلم)
استرومبولی (انگلیسی: Stromboli) یا استرومبولی، زمین خدا (ایتالیایی: Stromboli, terra di Dio) فیلم درام نئورئالیستی به کارگردانی روبرتو روسلینی است که در سال ۱۹۵۰ میلادی منتشر شد.
فیلم درباره بحران هویت زنان، در نتیجه نابسامانی‌های سال‌های پس از جنگ جهانی دوم در اروپا است.
از بازیگران آن می‌توان به اینگرید برگمن اشاره کرد. وی در سال ۱۹۵۱ میلادی، جایزه انجمن ملی فیلم ایتالیا را به عنوان بهترین بازیگر زن خارجی برای این فیلم به دست آورد.

## خلاصه داستان
کارین (اینگرید برگمن) پس از جنگ جهانی دوم از کشورش، لیتوانی، آواره می‌شود و به همسری مردی ماهیگیر از اهالی ایتالیا به‌نام آنتونیو (ماریو ویتاله) در می‌آید تا هویتی تازه دست‌وپا کند. اما آنتونیو، کارین را به زادگاهش، جزیره دورافتاده استرومبولی در سیسیل ایتالیا می‌برد. جزیره‌ای با طبیعتی خشن و مردم بسیار سنتی و محافظه‌کار که به‌هیچ شکلی با کارین ارتباط برقرار نمی‌کنند...